# دين فليتشير
دين فليتشير (بالإنجليزية: Dane Fletcher)‏ هو لاعب كرة قدم أمريكية أمريكي، ولد في 14 سبتمبر 1986 في بوزيمان في الولايات المتحدة.

## وصلات خارجية
- دين فليتشير على موقع مرجع كرة القدم المحترفة.كوم (الإنجليزية)